# Вэтэжелу, Богдан
Богдан Илие Вэтэжелу (рум. Bogdan Ilie Vătăjelu; род. 24 апреля 1993, Рымнику-Вылча) — румынский футболист, защитник казахстанского клуба «Актобе».

## Клубная карьера
Футбольную карьеру начинал в составе клуба «Стяуа II». 29 августа 2010 года в матче против клуба «Отопени» дебютировал в румынской Лиге II.
13 января 2014 года стал игроком румынского клуба «Университатя» Крайова. 25 июля 2014 года в матче против клуба «Пандурий» дебютировал в чемпионате Румынии.
1 января 2017 года подписал контракт с чешским клубом «Спарта» Прага. 23 апреля 2017 года в матче против клуба «Виктория» Пльзень дебютировал в чемпионате Чехии.
21 января 2019 года на правах аренды перешёл в чешский клуб «Яблонец».

## Карьера в сборной
7 февраля 2015 года дебютировал за Румынии в матче против сборной Болгарии (0:0).

## Достижения
«Университатя» Крайова
- Серебряный призёр чемпионата Румынии: 2019/20
- Обладатель кубка Румынии: 2020/21
- Обладатель Суперкубка Румынии: 2021

«Актобе»
- Бронзовый призёр чемпионата Казахстана: 2024
- Обладатель кубка Казахстана: 2024

## Клубная статистика
| Игровая карьера | Игровая карьера            | Игровая карьера | Лига | Лига | Кубки | Кубки | Межд. | Межд. | Др. | Др. |
| --------------- | -------------------------- | --------------- | ---- | ---- | ----- | ----- | ----- | ----- | --- | --- |
| 2018/19         | Спарта (Прага)             | А               | 9    | 0    | 1     | 0     | 1     | 0     | —   | —   |
| 2018/19         | Яблонец                    | А               | 14   | 2    | —     | —     | —     | —     | —   | —   |
| 2019/20         | Университатя (Крайова)     | А               | 22   | 2    | 2     | 0     | 6     | 1     | —   | —   |
| 2020/21         | Университатя (Крайова)     | А               | 28   | 0    | 5     | 0     | 1     | 0     | —   | —   |
| 2021/22         | Университатя (Крайова)     | А               | 25   | 0    | 5     | 0     | 1     | 0     | 1   | 0   |
| 2022/23         | Университатя (Крайова)     | А               | 25   | 1    | 2     | 1     | 2     | 0     | —   | —   |
| 2023/24         | Университатя (Клуж-Напока) | А               | 22   | 0    | 3     | 0     | —     | —     | —   | —   |
| 2024            | Актобе                     | А               | 24   | 1    | 7     | 0     | 2     | 0     | —   | —   |